# Фридрихсруэ
Фридрихсруэ (нем. Friedrichsruhe) — община в Германии, в земле Мекленбург-Передняя Померания. Входит в состав района Пархим. Подчиняется управлению Кривиц. Население составляет 898 человек (на 31 декабря 2010 года). Занимает площадь 34,66 км². Община подразделяется на 6 сельских округов.

## Население
| Год  | Численность | Численность |
| ---- | ----------- | ----------- |
| 2017 | 871         | [ 1 ]       |
| 2019 | 869         | [ 3 ]       |
| 2021 | 908         | [ 4 ]       |
| 2022 | 927         | [ 5 ]       |
| 2023 | 932         | [ 2 ]       |